# Johannes Tobei
Johannes Tobei (* 31. März 1930 in Guttstadt, Ostpreußen; † 2. Mai 1997 in Berlin) war ein deutscher katholischer Geistlicher, unter anderem Pfarrer der St. Bonifatius-Gemeinde Kreuzberg, Direktor des Caritasverbandes in Berlin und von 1975 bis 1992 Generalvikar des Bistums Berlin.

## Leben
Johannes Tobei studierte Katholische Theologie und Philosophie. Während seines Studiums trat er 1954 der katholischen Studentenverbindung W.K.St.V. Unitas Paulus in Freiburg bei. 1956 empfing er die Priesterweihe und arbeitete von 1957 bis 1962 als Kaplan in der Gemeinde St. Ludwig in Berlin-Wilmersdorf. 1964 wurde er in Freiburg mit der Dissertation Bischofsamt und Caritas : Das Amtsethos des Bischofs als Pater pauperum im Decretum Gratiani zum Dr. theol. promoviert. Im gleichen Jahr übernahm er leitende Aufgaben im Caritasverband und war bis 1972 dessen Geschäftsführer. 1972 wurde er Pfarrer von St. Bonifatius in Berlin-Kreuzberg.

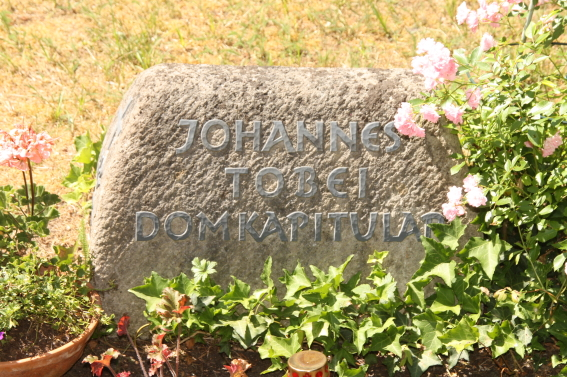
Grabstein auf dem Hedwigsfriedhof in Berlin-Reinickendorf

1975 ernannte ihn Papst Paul VI. zum Päpstlichen Ehrenprälaten. Im gleichen Jahr berief der Kardinal Alfred Bengsch Tobei zum Generalvikar für den Westteil des Bistums Berlin. Nach dem Mauerfall und der deutschen Wiedervereinigung war er bis 1992 in dieser Funktion für das gesamte Bistum Berlin zuständig. 1979 wurde Tobei zum Domkapitular ernannt. Ab 1993 bis zu seinem Tod leitete er das Katholische Büro Berlin und war Ansprechpartner der brandenburgischen Landesregierung und des Senats von Berlin für theologische Fragen. 1995 wurde er mit dem Bundesverdienstkreuz 1. Klasse ausgezeichnet.
Tobei starb am 2. Mai 1997. Das von Georg Sterzinsky, dem Erzbischof von Berlin, zelebrierte Requiem fand am 9. Mai des Jahres in der St. Hedwigs-Kathedrale statt. Beigesetzt wurde Tobei auf dem Katholischen Domfriedhof St. Hedwig in Berlin-Reinickendorf.
Nach ihm wurde am 23. Juli 2002 die Johannes-Tobei-Straße in Berlin-Bohnsdorf in einem Baufeld zur Erweiterung der Gartenstadt Falkenberg benannt.